# 捷克华人
捷克华人为捷克人口中的少数移民团体。

## 移民历史
第二次世界大战前，有一些华人定居于捷克斯洛伐克，他们大部分是来自浙江温州的陆路移民。 他们当中大部分为天主教信徒，以旅行商人身份来到波西米亚地区，一些人与当地的女子结婚并定居下来。到了1940年代，更多的华人来到这里，比如作为移动马戏团当中的杂技表演者。 第二次世界大战爆发后大部分华人离开了捷克， 剩下少数留在捷克的华人在共产党取得政权后都逃往了西欧，而他们的财产则被充公。由于1960年代的中苏分裂，捷克斯洛伐克与中国并无进一步的接触。
由于匈牙利1989年后对中华人民共和国公民实行免签入境政策，因而成为了东欧华人社区的中心，到1992年，匈牙利已有多达45000名华人，其中大部分为商人和工人。 但是当免签证政策终止后，中国人开始前往其他邻近国家，主要是波兰、罗马尼亚和捷克斯洛伐克。 他们并非是贫困的农村移民，而是前政府公务人员和国有企业的职工，他们放弃了自己的“铁饭碗”去国外，试图通过经商致富。 在1990年代中期，捷克成为了中国移民偷渡前往西欧的中转站。 其中在1990年代后期，有一个寻求政治避难的高峰期。

## 人口和分布
大部分捷克华人定居于布拉格，但相比于过去没有那么集中。1993年，只有7%的华人定居于布拉格以外，到2000年，这一数字增长到41%。与其他移民相比，华人的城镇化水平保持在较高的水平。 捷克华人大部分来自于浙江、北京和上海（来自非官方数据），男女比例为3:2。 在1990年代后期，捷克华人大概有9000人（包括非法移民）。2007年12月，捷克官方数据显示华人人数为4986，这一人数在捷克非欧盟外国人当中排名第十。 

## 社团组织
捷克华人工商业者协会(Ústřední sdružení čínských podnikatelů a obchodníků v ČR)是捷克较早成立的华人社团之一。该商会由一名来自上海并曾经在香港、利比里亚和西班牙居住的李姓餐馆老板创立。该商会在1995年注册，但在注册前实际已经运作了好几年。 该商会深受蛇头和黑社会的困扰，1995年，由于商业纠纷，该协会的一名主席遭到殴打，办公室被废弃，许多华人指出他们是被迫加入商会的，商会在幕后操纵商品价格，打着会费的幌子收取保护费。
由于对商会的强烈不满，四个华人女性成立了华联会。首任主席翁女士是一名在捷克居住超过40年的口译员、语言教师和中国菜谱的作者。华联会对现有的成员和新申请者进行了严格的筛选，将有问题的成员排除。

### 备注
1. ↑   (PDF). Czech Statistical Office.   [19 August 2015]. （原始内容存档 (PDF)于2021-03-09）.
2. ↑  Moore 2002，第18頁
3. ↑  Moore 2002，第11頁
4. 1 2 3  Moore 2002，第12頁
5. ↑  Moore 2006，第269頁
6. ↑  Moore 2002，第14頁
7. 1 2  Moore 2002，第16頁
8. ↑  Nyíri 2007，第66頁
9. ↑  Nyíri 2007，第72頁
10. ↑  Moore 2002，第19–20頁
11. ↑  Nyíri 2007，第70頁
12. ↑  Czech Statistical Office 2007
13. ↑  Moore 2006，第272頁
14. ↑  Moore 2006，第274頁
15. ↑  Moore 2006，第277頁

### 资料来源
- Moore, Markéta Mezlíková,  (PDF), Cizinci v České republice/Foreigners in the Czech Republic, Ministry of Labour and Social Affairs, 2002  [2009-05-18], （原始内容 (PDF)存档于2011-07-18）
- Moore, Markéta, , Kuah, Khun-Eng; Hu-DeHart, Evelyn  (编), , Hong Kong University Press: 269–290, 2006, ISBN 978-962-209-776-6
- Nyíri, Pál, , Routledge, 2007, ISBN 978-0-415-44686-0
- ,  (PDF), Czech Statistical Office, 2007-12-31  [2009-05-19], （原始内容存档 (PDF)于2019-06-24）

## 更多内容
- Moore, Marketa; Tubilewicz, Czeslaw, , Asian Survey, 2001, 41 (4): 611–628, doi:10.1525/as.2001.41.4.611
- Moore, Marketa, , Ph.D. dissertation, Department of Sociology, University of Hong Kong, 2003  [2009-05-18]